# Berestye
Berestye, románul: Breștea, település Romániában, a Bánságban, Temes megyében.

## Fekvése
Dettától és Dentától délkeletre fekvő település.

## Története
Berestye 1846-ban alapított falu, nagyrészt bolgár lakosokból. Kincstári birtok volt. 
Nevét 1888-ban és 1913-ban is már mai Berestye nevén említették az oklevelek.
A trianoni békeszerződés előtt Temes vármegye Dettai járásához tartozott.
1910-ben 1004 lakosából 889 bolgár, 53 magyar, 26 német, 20 román volt. Ebből 962 római katolikus, 35 görögkeleti ortodox volt.

## Nevezetességek
- Római katolikus temploma 1902-ben épült.